# Kaspické ekonomické fórum
Kaspické ekonomické fórum (anglicky Caspian Economic Forum, zkráceně CEF) se konalo poprvé v roce 2019 a slouží výměně a spolupráci zemí sousedících s Kaspickým mořem.

## Zúčastněné státy

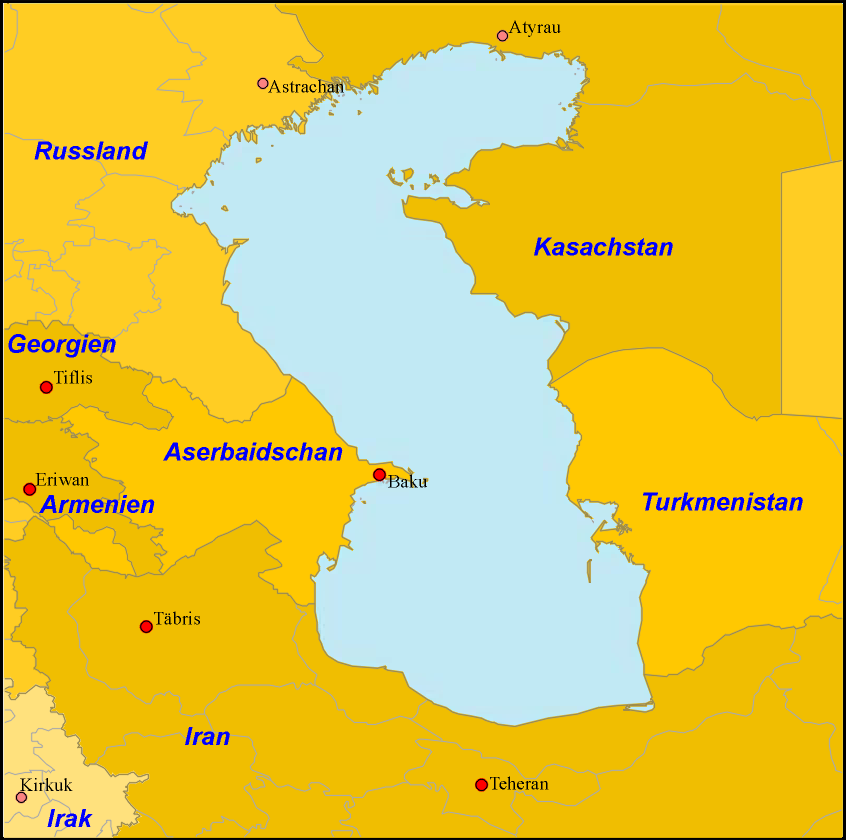
Země ležící na pobřeží Kaspického moře

Kaspické ekonomické fórum slouží především k diskusi mezi zeměmi ležícími na pobřeží Kaspického moře, což je pět států států, které jsou zapojeny do Kaspického ekonomického fóra:
 Turkmenistán
 Írán
 Ázerbájdžán
 Rusko
 Kazachstán
Kromě těchto přímo zainteresovaných států, poslalo další státy pozorovatele k prvnímu Kaspickému ekonomickému fóru v Awaze, mimo jiné se zúčastnil i bulharský premiér Bojko Borisov. Na prvním Kaspickém ekonomickém fóru v roce 2019 byly kromě státníků zastoupeny četné společnosti a různé organizace, zejména z oblasti obchodu a životního prostředí.

## Rozvoj
Smlouva z Aktau, kterou země sousedící s Kaspickým mořem podepsaly v srpnu 2018 v kazašském Aktau, upravovala právní postavení Kaspického moře, které vyřešilo spor mezi pěti sousedními zeměmi. Tato dohoda připravila cestu pro posílení spolupráce mezi pěti státy, což se projevilo zejména při plánování a provádění Kaspického ekonomického fóra.

## Cíle
Toto fórum slouží především k podpoře spolupráce mezi zúčastněnými státy a má být trvalou platformou pro mnohostranné diskuse. Spolupráce by se měla rozšířit zejména na oblasti dopravy, obchodu, průmyslu, životního prostředí a cestovního ruchu. Podle tiskové zprávy u příležitosti vyhlášení prvního Kaspického ekonomického fóra je dlouhodobým cílem, aby se kaspický region stal důležitým dopravním a tranzitním centrem, které je schopné splnit moderní a globální požadavky. Kromě toho má Kaspické ekonomické fórum a jeho výsledky zvýšit atraktivitu regionu pro investory.

## Události
Doposud jediná akce Kaspického ekonomického fóra se konala 12. srpna 2019 v turkmenské turistické zóně Awaza. Jako hostitel působil turkmenský prezident Gurbanguly Berdimuhamedow, ruskou delegaci vedl předseda vlády Dmitrij Anatoljevič Medveděv. Írán zastupoval viceprezident Eshaq Jahangiri, Ázerbájdžán předseda vlády Novruz Məmmədov, zatímco kazašskou delegaci vedl předseda vlády Askar Mamin.
Během fóra bylo podepsáno celkem 57 mezinárodních smluv, včetně dohody o obchodní a hospodářské spolupráci. Témata fóra zahrnovala rozvoj cestovního ruchu v Kaspickém regionu, ochrana ekosystému Kaspického moře, využití potenciálu regionu v oblasti průmyslu a dopravy, spolupráci v oblasti digitální ekonomiky a provádění společných investičních programů.
Další Kaspické ekonomické fórum by se mělo konat v roce 2021 v Moskvě.